# Germania Socialista
Germania Socialista (Hermandad Socialista) (GS) fue un grupo político valenciano fundado en 1970 por Josep Vicent Marqués como "grupo de trabajo político para la revolución socialista", con miembros del Partit Socialista Valencià y de la Facultad de Económicas de la Universidad de Valencia, como Celia Amorós, Damià Mollà Beneyto y Empar Losilla. Se definían como comunistas no autoritarios, con tendencias anarquistas y ecologistas, y definían a la Comunidad Valenciana como un pueblo, no como nación. En 1972 apareció su manifiesto, La classe treballadora davant l'opressió al País Valencià com a poble ("La clase trabajadora ante la opresión en el País Valenciano como pueblo"), donde definen la Comunidad Valenciana como realidad oprimida, y se muestran partidarios de establecer vínculos con el resto de España y Latinoamérica.